# Anatololacerta oertzeni
Anatololacerta oertzeni  (лат.) — вид ящериц из семейства настоящих ящериц. Видовое название дано в честь немецкого энтомолога Эберхарда фон Эрцена (1856—1908), который посетил Крит, Грецию и Малую Азию (Турция) (1884—1887) и во время путешествий собрал, в частности, голотип этой ящерицы.

## Описание
Может достигать в длину около 24 сантиметров. Спина и бока могут быть коричневатыми, коричнево-зелёными или зеленоватыми, имеются светлые пятна. Брюхо без пятен, горловая часть обычно беловатого или яркого оранжево-красного цвета, реже зелёная. Молодые животные имеют бирюзовый хвост и оранжево-красное горло.

## Распространение
Этот вид распространён в Греции и Турции. Его местами обитания является кустарниковая растительность средиземноморского типа, скалистые участки, скалистые пляжи, пастбища, плантации и сельские сады. Встречается от уровня моря до высоты около 2000 метров над уровнем моря.

## Образ жизни
Питается преимущественно членистоногими, такими как кузнечики, жуки и пауки.